# Povel Ramel
Povel Ramel (né le 1er juin 1922 et mort le 5 juin 2007), est un chanteur, pianiste, écrivain et compositeur de revues suédois.

## Carrière
À partir de 1939, il essaie de se faire connaître en tant que musicien et compositeur de chanson populaire avec, entre autres, le groupe Embassy Sextett. À 17 ans il monte la revue Sommarfräknar à Källviksbrunn. Il commence à avoir du succès quand Alice Babs participe à sa chanson Vårt eget Blue Hawaii 1942.
En 1945, Povel Ramel est employé à la radio suédoise sous la direction de Per-Martin Hamberg et il produit des émissions musicales et humoristiques jusqu'en 1945. À partir de 1950 il monte de nombreuses revues et collabore avec de nombreux artistes suédois dont Brita Borg. Il crée la revue På avigan (1966-1967) dans laquelle il interprète le duo Håll musiken igång avec Monica Zetterlund.
À partir de 1970, il produit aussi des spectacles de cabaret.
Il s'est inspiré de l'humour « fou » américain et britannique et a créé sa propre version suédoise personnelle, des combinaisons inhabituelles de paroles et de musique, de jeux de mots, de pastiche et d'inattendu général. Il a écrit environ 1 700 chansons, sketches et monologues.
Il a travaillé avec des artistes tels que Magnus Uggla, Johan Ulveson, Brita Borg et The Real Group et a créé le prix Karamelodiktstipendiet en 1982 qui récompense des artistes de langue suédoise (Björn Skifs, en 1984, Robyn, en 2000, et Lena Philipsson, en 2004, obtiendront ce prix).

## Discographie
- 1957 - P som i Povel
- 1964 - Ramel i bitar
- 1965 - Ta av dej skorna! (avec Gals et Pals)
- 1970 - The PoW show (avec Wencke Myhre)
- 1971 - Povel Antiqua (compilation 1942-1952)
- 1971 - Vid pianot: P. Ramel (avec le Sven Olsons trio)
- 1972 - Vid pianot: P. Ramel vol 2 (avec le Sven Olsons trio)
- 1972 - KaRamellodier
- 1973 - Povel på Berns
- 1974 - Andra varvet runt (avec Wencke Myhre)
- 1976 - Knäppupplevelser
- 1978 - En glad epok - Povel Ramel 1942-52
- 1979 - Povel på Maxim
- 1981 - Visor som trillat bredvid
- 1984 - The Sukiyaki Syndrome (avec le Sven Olsons trio)
- 1986 - Ramels delikatesser (coffret)
- 1989 - Tingel Tangel på Tyrol
- 1991 - Återbesök i holken
- 1991 - Ramels klassiker 1942 - 91 (coffret)
- 2006 - Det bästa av Povels mångsidor (coffret)